# Марикопа (язык)
Марикопа (Cocomaricopa, Maricopa, Piipaash) — кочими-юманский язык, на котором говорит народ марикопа, который проживает около города Финикс штата Аризона, связанный с носителями языка оодхам (папаго-пима, пима) на резервациях рек Джила и Салт, в США. Сходство в лексике: 85% с мохаве, 58% с хавасупай, 57% с валапай и явапай языками.